# Pietro Landolina
Pietro Landolina (Noto, 28 marzo 1839 – Noto, 9 ottobre 1885) è stato un politico italiano.
Fu senatore del Regno d'Italia nella XIV legislatura.
Appartenente alla famiglia nobiliare dei marchesi di Sant'Alfano.